# Telfs
Telfs es una ciudad en la región del Tirol, en Austria, a 27 kilómetros al oeste de Innsbruck, capital de la provincia. Es la tercera ciudad más poblada de la región, después de la capital y Kufstein. Telfs recibió el título de ciudad en 1908 y en la actualidad es uno de los centros de invierno más populares de la zona.

## Galería

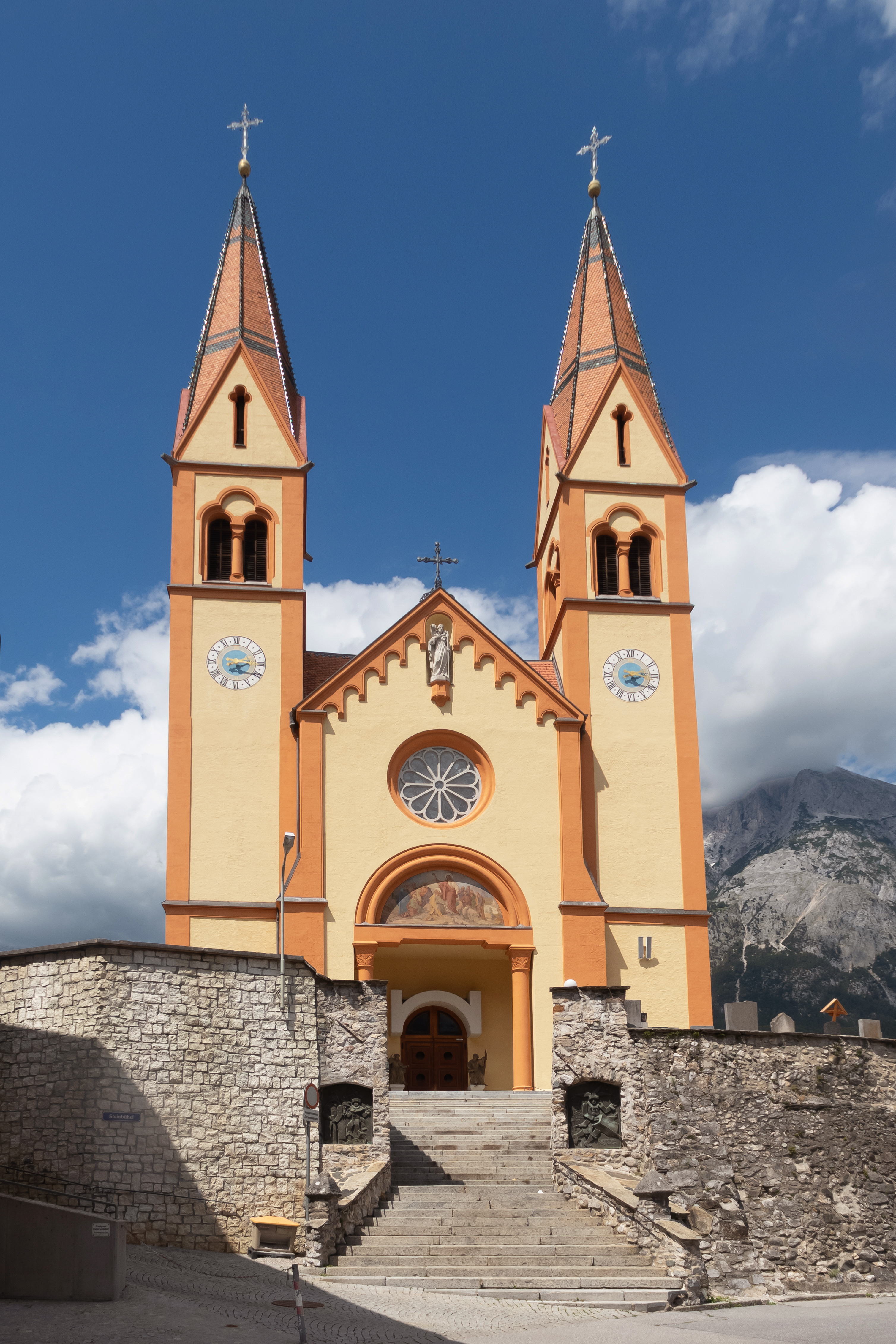
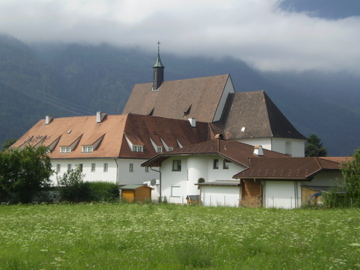
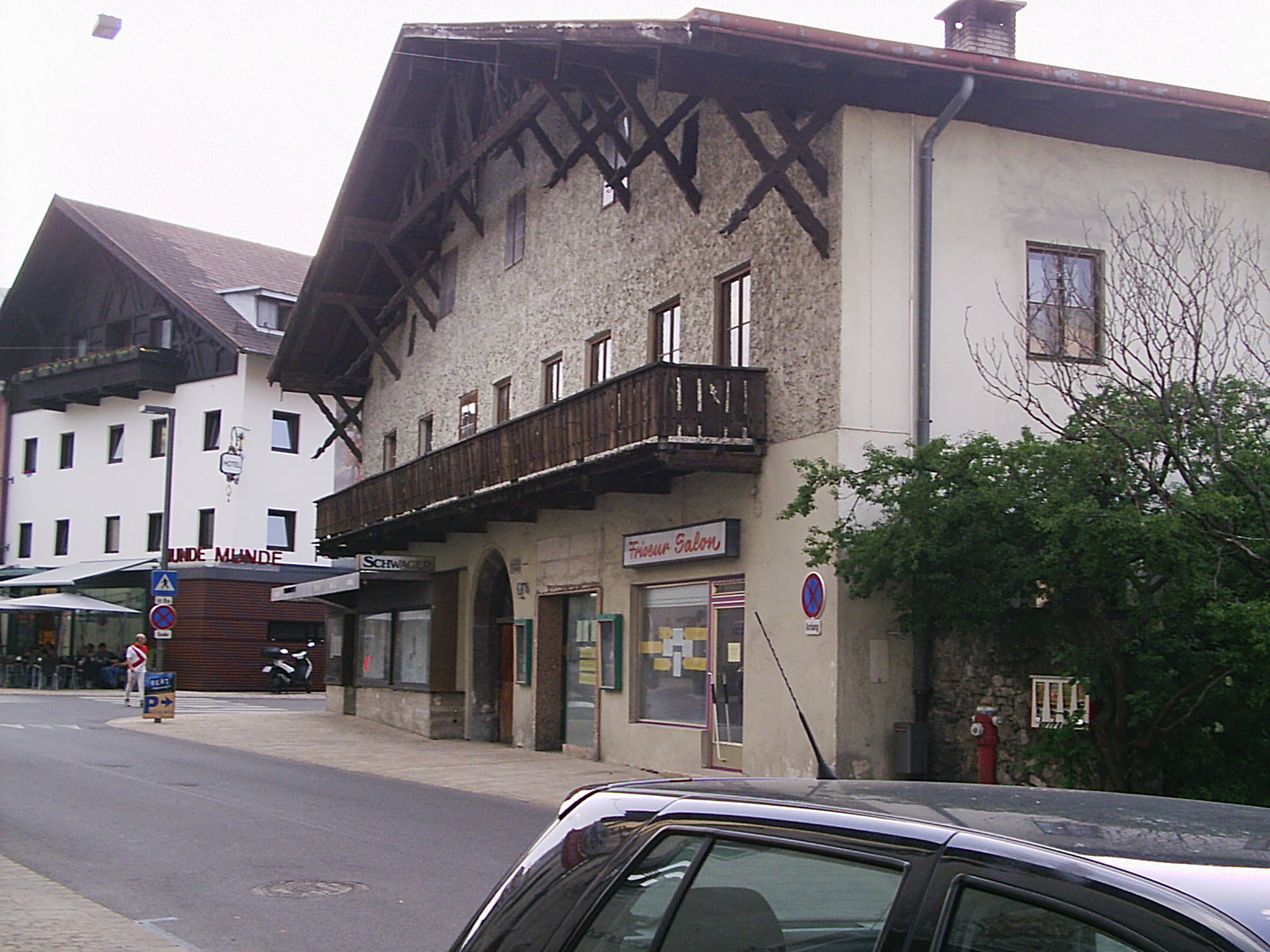
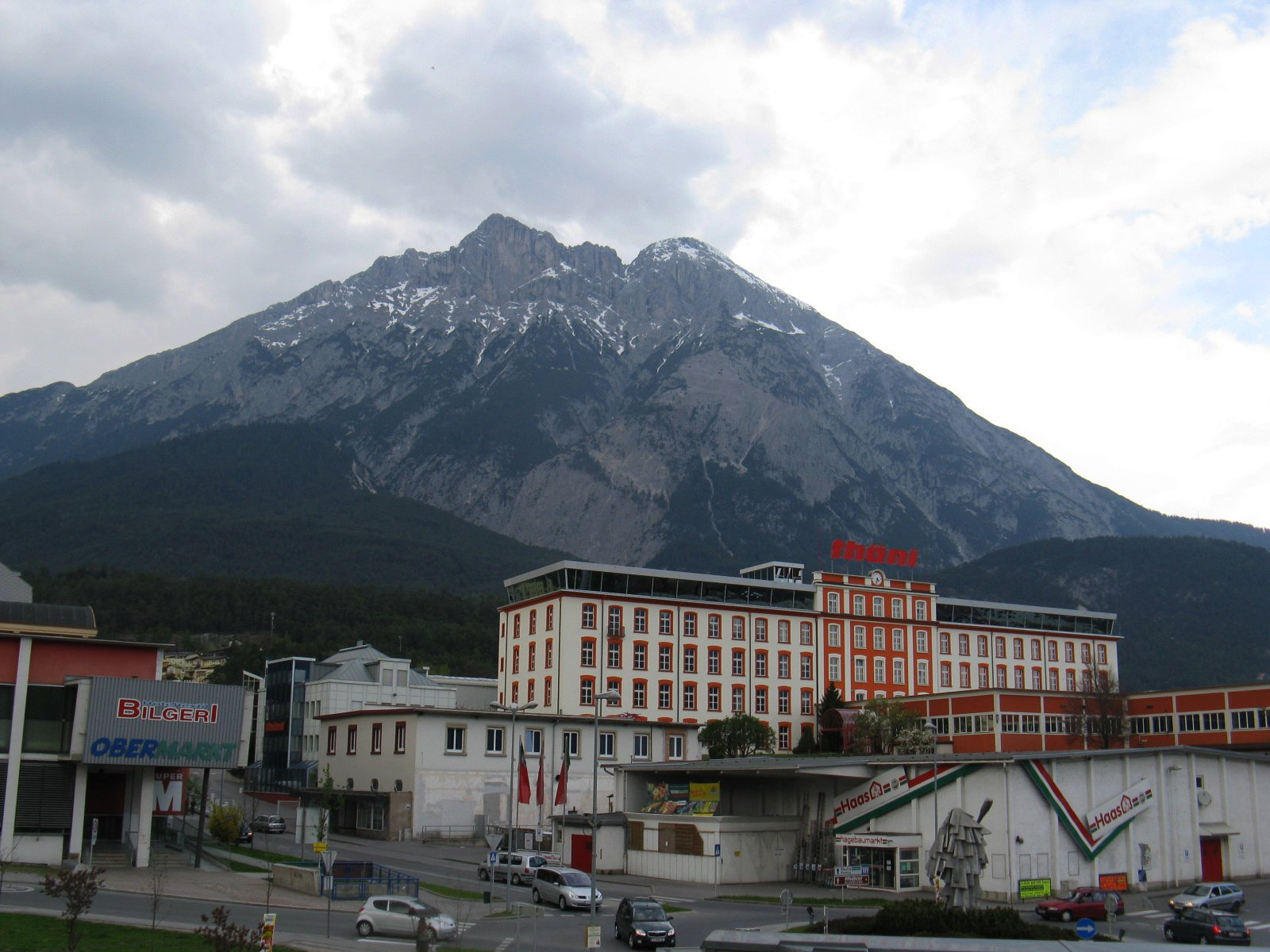
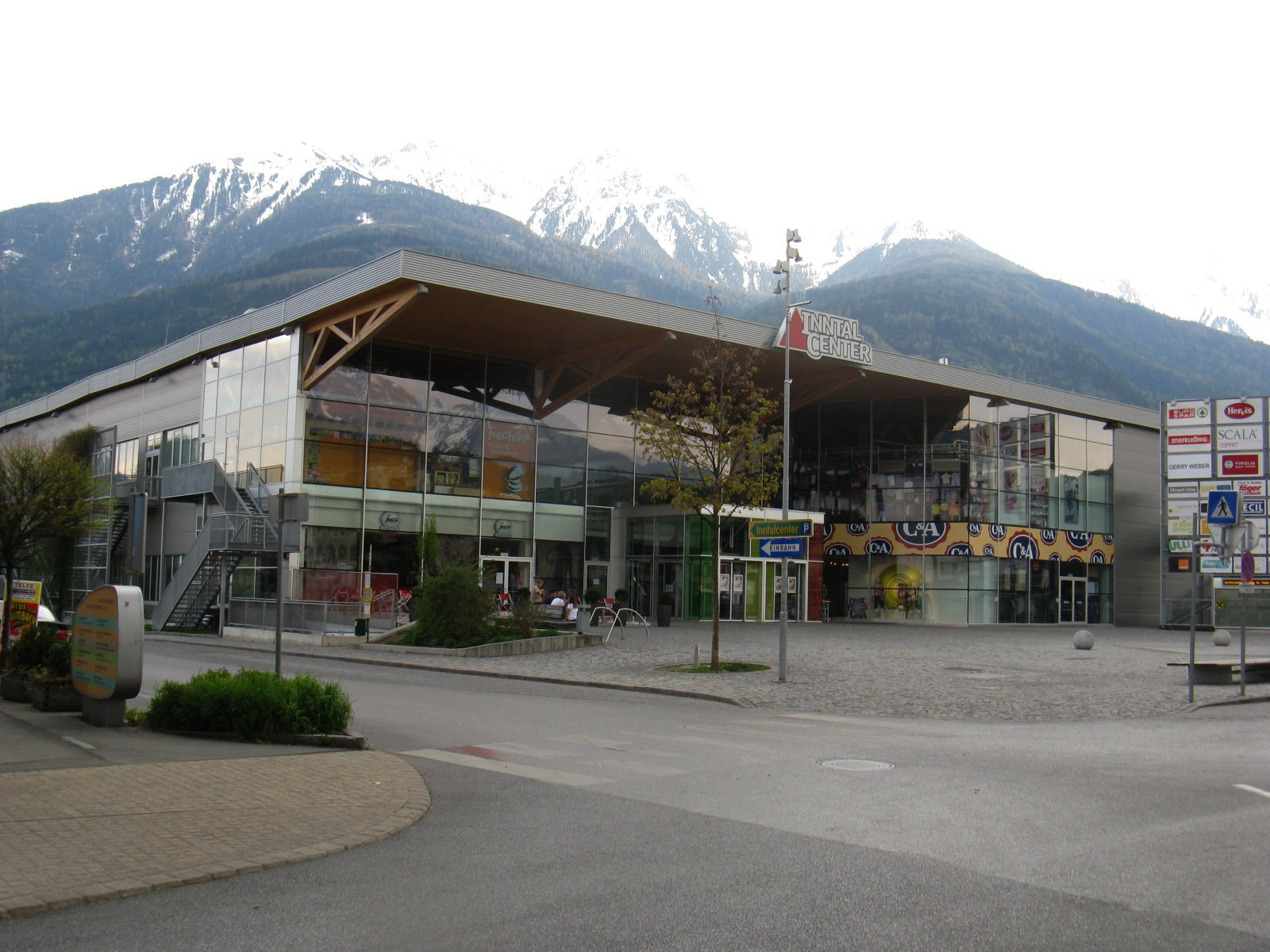
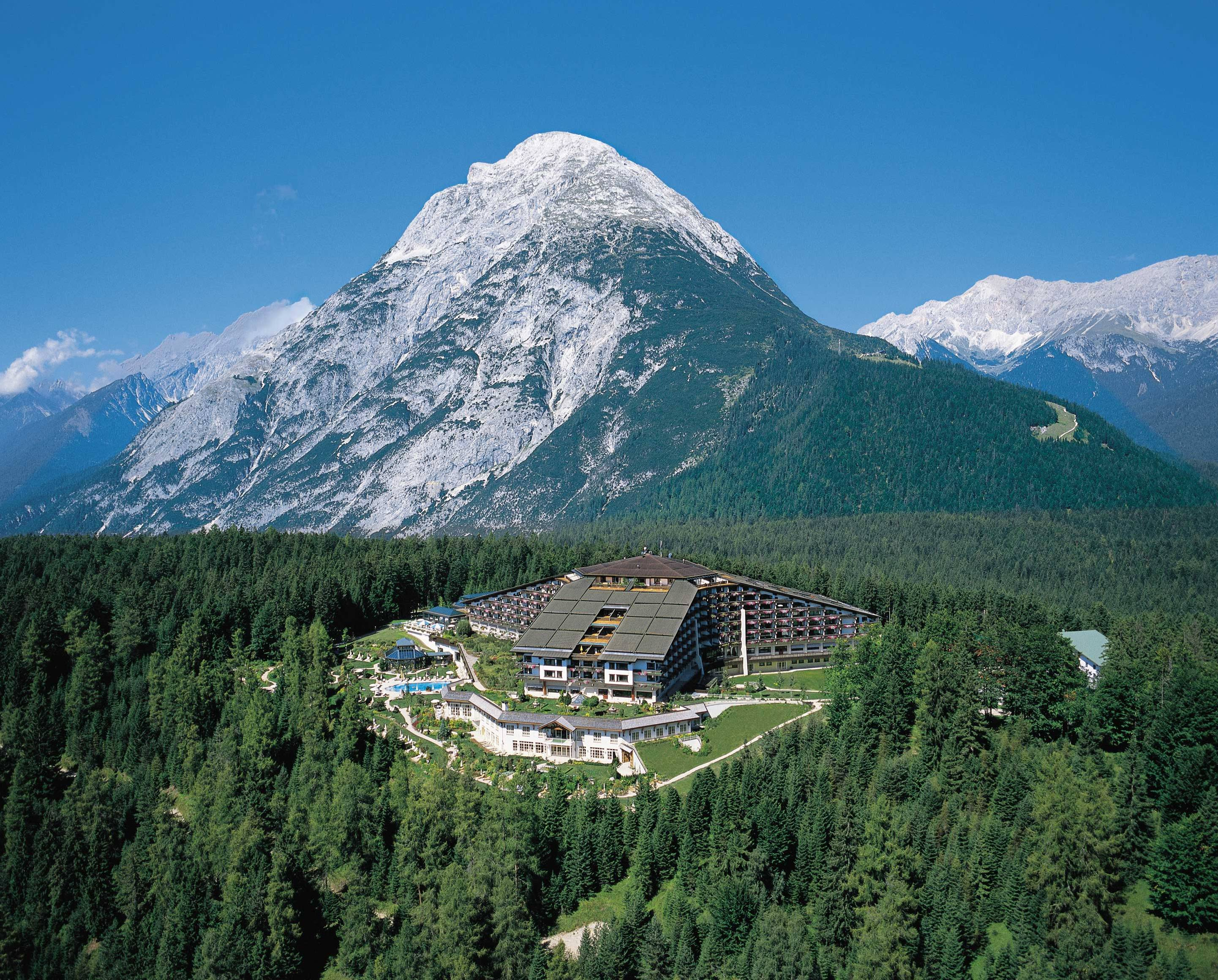
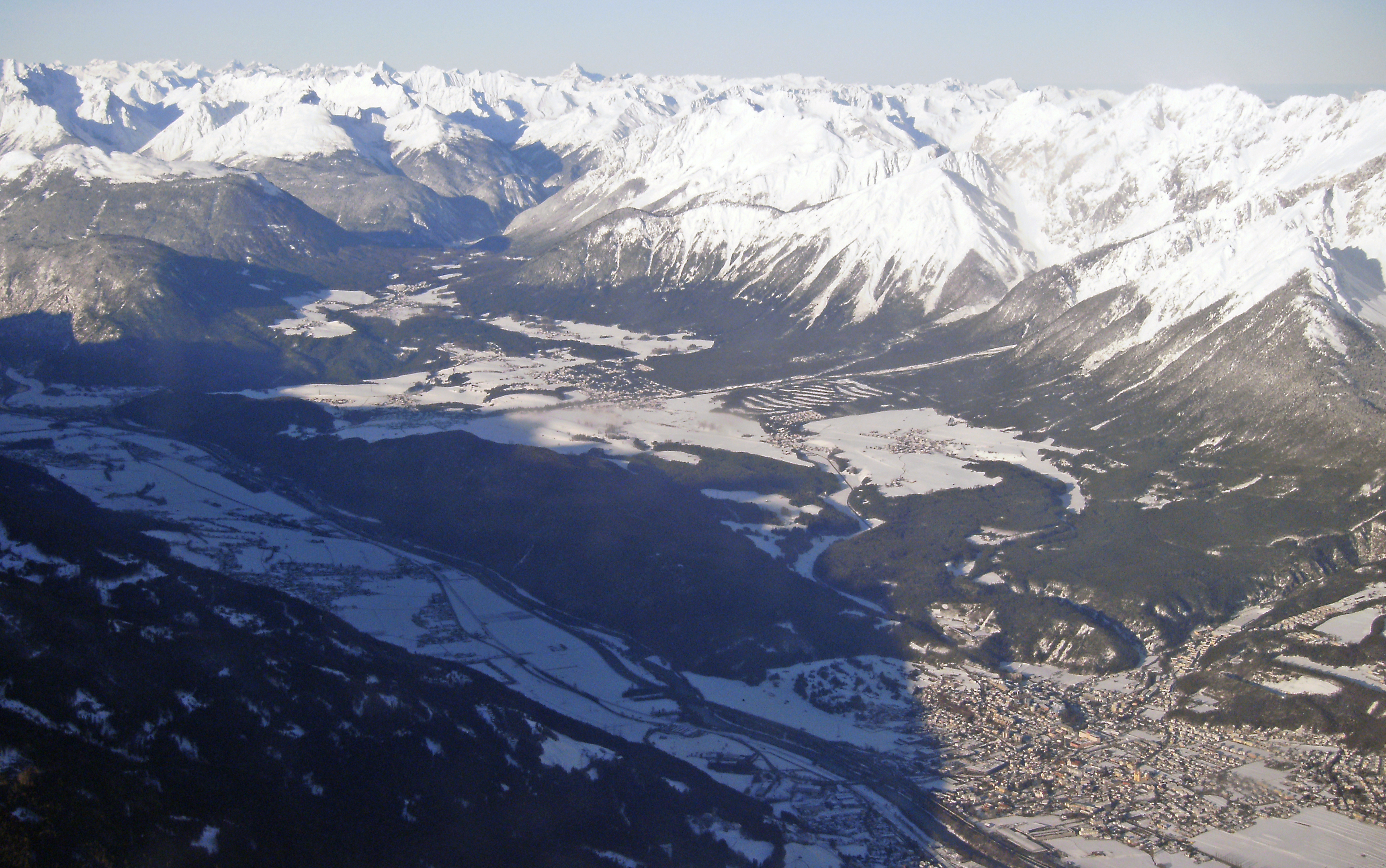
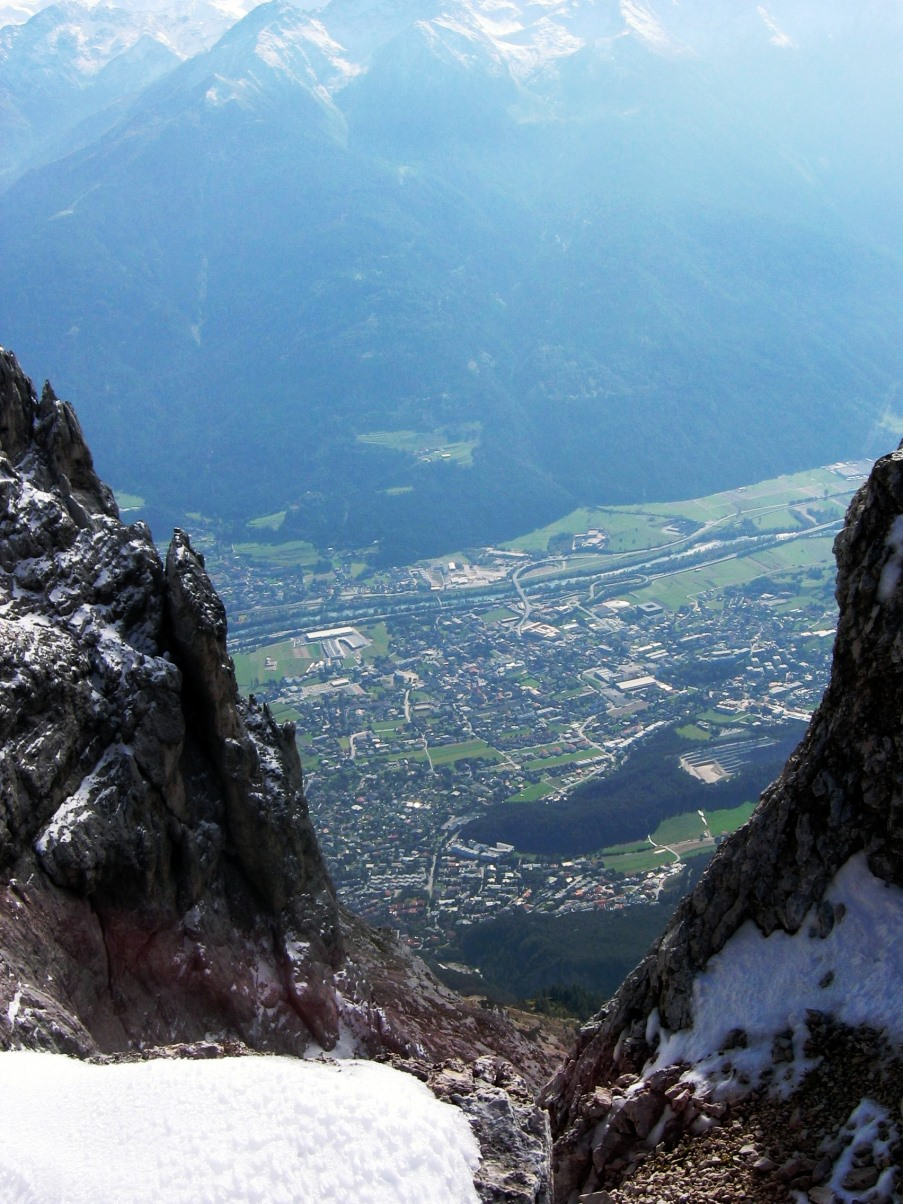
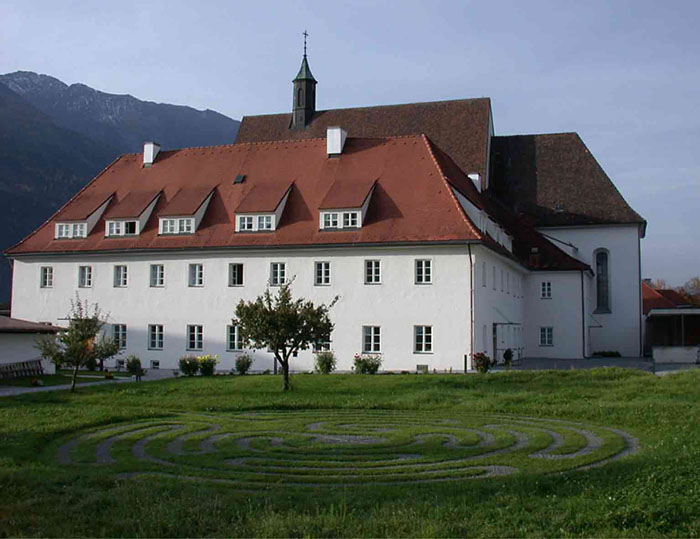
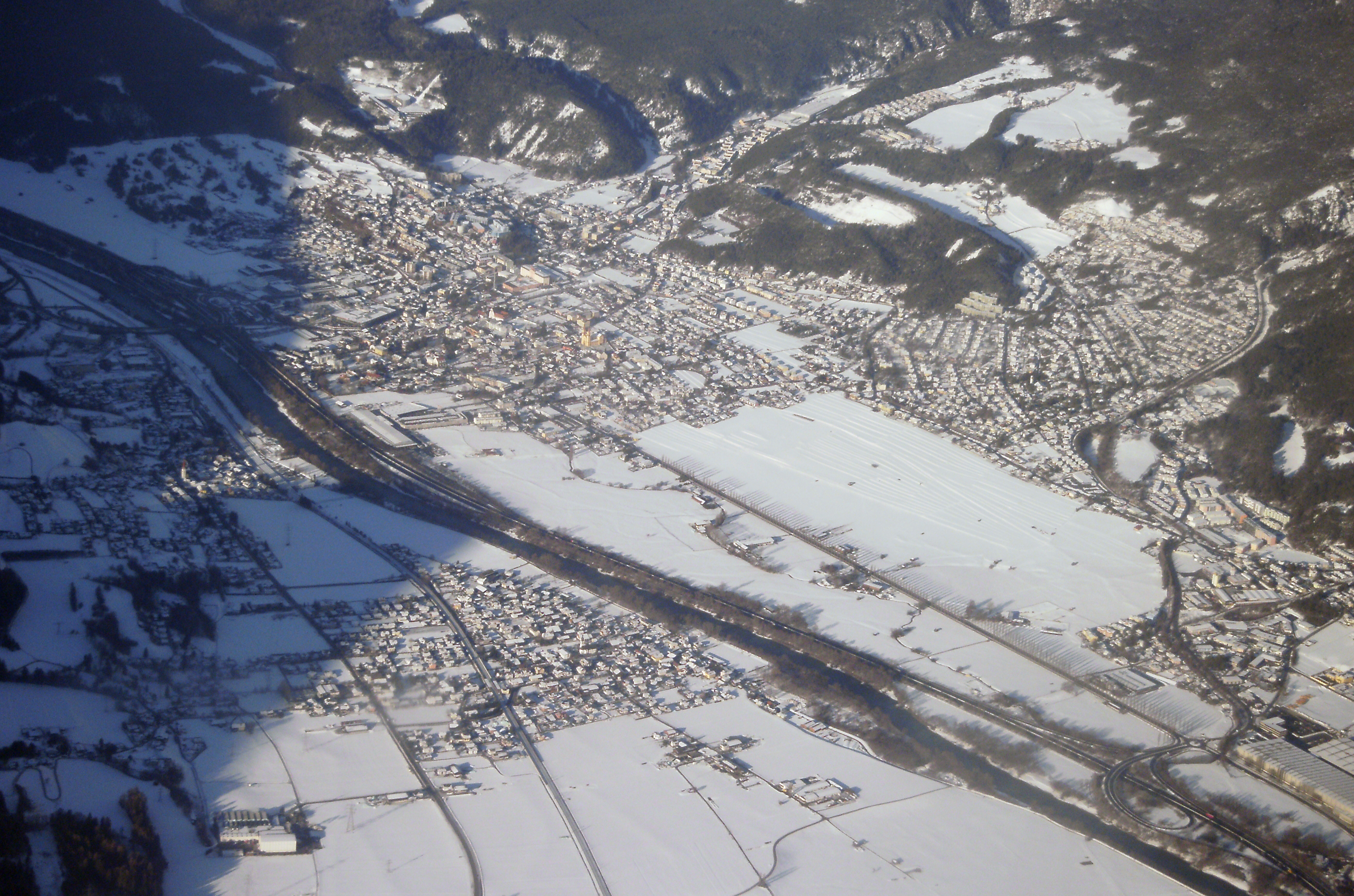